# Hendrik XXII Reuß oudere linie
Hendrik XXII Reuss van Greiz (Greiz, 28 maart 1846 - aldaar 19 april 1902) was van 1859 tot 1902 vorst van Reuss oudere linie.

## Leven
Hendrik XXII was de tweede zoon van vorst Hendrik XX en Caroline van Hessen-Homburg. Omdat zijn oudere broer Hendrik XXI reeds in 1844 gestorven was, besteeg Hendrik XXII na de dood van zijn vader op 8 november 1859 de troon van het kleine vorstendom in de huidige Duitse deelstaat Thüringen. Zijn moeder, die vanwege zijn minderjarigheid aanvankelijk als regentes optrad, regeerde op conservatieve wijze en was fel anti-Pruisisch, waardoor het land in de Pruisisch-Oostenrijkse Oorlog van 1866 door Pruisen werd bezet. Na een vredesverdrag trad zij toe tot de Noord-Duitse Bond.
Hendrik XXII nam op 28 maart 1867 de regering van haar over. Bij deze gelegenheid werd een constitutie geïntroduceerd die een zekere vorm van volksvertegenwoordiging met beperkte rechten op het gebied van financiën en justitie mogelijk maakte. Met Pruisen sloot hij een militaire conventie die het soeverein recht op het gebied van defensie op dat land overdroeg. Hij trachtte verder op absolutistische wijze te regeren en maakte zijn staat tot een bolwerk van orthodox lutheranisme. Zijn houding tegenover Pruisen werd gekenmerkt door vijandigheid. In 1871 trad hij desalniettemin toe tot het Duitse Keizerrijk.
Hij stierf op 19 april 1902 en werd opgevolgd door zijn zoon Hendrik XXIV, namens wie vanwege zijn zwakzinnigheid een regentschapsraad onder leiding van Hendrik XIV van Reuss jongere linie het land bestuurde.

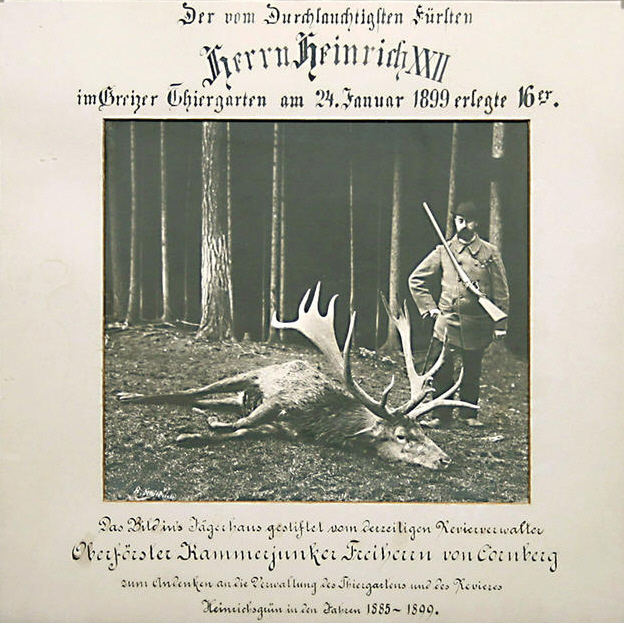
Hendrik XXII bij de jacht

## Huwelijk en kinderen
Hendrik XXII trad op 8 oktober 1872 in het huwelijk met Ida van Schaumburg-Lippe, dochter van Adolf I George van Schaumburg-Lippe. Uit dit huwelijk werden zes kinderen geboren:
- Hendrik XXIV (1878-1927), vorst van Reuss oudere linie
- Emma (1881-1961), gehuwd met Erich Graf Kunigl von Ehrenburg
- Marie (1882-1942), gehuwd met Ferdinand Baron von Gnognoni
- Caroline (1884-1905), gehuwd met Willem Ernst van Saksen-Weimar-Eisenach
- Hermine (1887-1947), gehuwd met (ex-)keizer Wilhelm II
- Ida (1891-1977), gehuwd met Christoph Martin Fürst zu Stolberg-Roßla